# 60 Cycle Hum
60 Cycle Hum è il secondo album della band californiana Pulley, pubblicato nel 1997.

## Tracce
1. If – 2:09
2. Locked Away – 1:57
3. Havasu – 2:07
4. Reality – 2:08
5. Mandingo – 1:40
6. Scab – 0:56
7. Where Are You Now – 2:03
8. Hold On – 2:15
9. Padded Cell 4 Walls (Pt. 2) – 2:14
10. Noddin' Off – 1:15
11. Separated – 1:56
12. What – 1:07
13. Endless Journey – 1:56
14. Outside Opinion – 2:18

## Formazione
- Scott Radinsky - voce
- Jim Cherry - chitarra
- Mike Harder - chitarra
- Matt Riddle - basso
- Jordan Burns - batteria